# Pocahaunted
Pocahaunted fue una banda estadounidense de drone y psicodelia originaria de Los Ángeles, California, fundada en 2006 por Amanda Brown y Bethany Cosentino.

## Historia
Pocahaunted se formó en 2006, cuando Amanda Brown invitó a su amiga Bethany Cosentino a tocar música con ella, sin intenciones serias ni un concepto musical específico. A partir de ese año, y hasta 2009, la banda publicó alrededor de 20 lanzamientos, entre los que se incluyen álbumes, EP, sencillos y varios splits, generalmente editados en formato vinilo y casete, y usualmente con arte hecho a mano. El grupo realizó constantes giras desde su concepción y su música fue lanzada por numerosos sellos, incluyendo algunas disqueras europeas.
En 2009, Cosentino se mudó a Nueva York para cursar sus estudios superiores, por lo que dejó la banda. En Nueva York, Cosentino formaría el dúo Best Coast junto a Bobb Bruno.
Tras seis meses de receso, Amanda Brown reformó Pocahaunted en agosto de 2009, incorporando a su esposo, Britt Brown (de Robedoor), en guitarra, a Diva Dompe (de Blackblack) en bajo y voz, a Leyna Noel Tilbor (aka Psychic Reality) en teclado y voz, y a M. Geddes Gengras en batería. Con esta alineación Pocahaunted grabó el que sería su último álbum, Make It Real, publicado en marzo de 2010. Meses después, en agosto de 2010, la banda se disolvió.

## Estilo musical
La música de Pocahaunted vivió varios cambios en su historia. Su material inicial se basaba en un sonido drone surgido de improvisaciones y una atmósfera etérea y meditativa que reflejaba ciertas influencias de la música tribal nativoamericana, utilizando fuertemente efectos de reverb y técnicas de producción ligadas al dub. En este período, que abarca la trayectoria de Pocahaunted entre 2006 y 2009, Brown y Cosentino se referían a sí mismas como "las gemelas Olsen del drone".
Con esta constante en su sonido, el dúo experimentó incorporando conscientemente otros elementos musicales a su estilo. De hecho, Pocahaunted expresamente grabó algunos álbumes con conceptos específicos. Ejemplos de lo anterior son Chains, definido como "Pocahaunted hace de Tom Tom Club", Passage, con el concepto de "raga oscuro", y Mirror Mics, definido como "soul tribal".
Cuando Bethany Cosentino dejó la banda en 2009, y Brown la reformó con nuevos integrantes, el sonido de Pocahaunted evolucionó a uno más animado y funky, aunque manteniendo, en alguna medida, la influencia del dub en las líneas de bajo y una mínima atmósfera tribal. Su música se volvió más trabajada, con canciones propiamente tales, con letras legibles y estructuras más tradicionales.

## Discografía

### Álbumes
- Moccasinging (2006)
- A Tear for Every Grain of Sand (2007)
- Pocahaunted (2007)
- Rough Magic (2007)
- Chains (2008)
- Peyote Road (2008)
- Beast That You Are (2008)
- Island Diamonds (2008)
- Mirror Mics (2008)
- Gold Miner's Daughters (2009)
- Passage (2009)
- Live From the New Age (2009)
- Make It Real (2010)
- Geneva Misses (2012)

### EP y sencillos
- What the Spirit Tells Me (2006)
- Out of a Common Bowl (2007)
- Water-Born (2007)
- Native Seduction (2007)
- Emerald Snake on Ruby Velvet (2007)
- Bearskin Rug (2008)
- Threshold (2010)

### Colaboraciones y splits
- Mythical Beast/Pocahaunted (2007) con Mythical Beast
- Mouth of Prayer (2007) con Robedoor
- Hunted Gathering (2007) con Robedoor
- Heavy Sets (Live in Echo Park) (2007) con Robedoor y Sasqrotch
- Christina Carter/Pocahaunted (2007) con Christina Carter
- Plays Berkeley (2008) con Robedoor
- Charalambides/Pocahaunted (2008) con Charalambides
- Pocahaunted/Orphan Fairytale (2008) con Orphan Fairytale
- Tovahaunted (2008) con Tovah Olson